# Karl Arndt (General)
Karl Arndt (* 10. März 1892 in Groß-Kauer, Kreis Glogau; † 30. Dezember 1981 in Balve) war ein deutscher Generalleutnant im Zweiten Weltkrieg.

## Leben
Arndt besuchte ab April 1908 als Schüler die Unteroffiziers-Vorschule Wohlau und später die Unteroffizierschule Potsdam. Er trat dann am 1. Oktober 1911 in das Infanterie-Regiment „Graf Kirchbach“ (1. Niederschlesisches) Nr. 46 der Preußischen Armee ein. Mit dem Regiment nahm er zunächst als Unteroffizier, später als Vizefeldwebel und Offiziers-Stellvertreter am Ersten Weltkrieg teil, in dem er mehrfach verwundet wurde. Für seine Leistungen wurde er mit beiden Klassen des Eisernen Kreuzes sowie dem Verwundetenabzeichen in Silber ausgezeichnet. Am 18. September 1918 geriet er an der Westfront in britische Kriegsgefangenschaft, aus der Arndt nach Kriegsende am 20. März 1919 entlassen wurde.
Nach seiner Rückkehr in die Heimat schloss sich Arndt im August 1919 als Kompanieoffizier dem Volkswehr-Bataillon V an, in dem er von Dezember 1919 bis zu seiner Übernahme in die Vorläufige Reichswehr als stellvertretender Kompanieführer verwendet wurde. Am 15. Februar 1920 kam er dann in das Reichswehr-Schützen-Regiment 105 und drei Monate später in das Reichswehr-Schützen-Regiment 9. Zum 1. Oktober 1920 folgte schließlich seine Versetzung in das Infanterie-Regiment 8. Nach seiner Beförderung zum Hauptmann am 1. November 1928 wurde er dort am 1. Februar 1929 Chef der 3. Kompanie in Frankfurt (Oder).
Zu Beginn des Zweiten Weltkriegs war Arndt Kommandeur des II. Bataillons des Infanterie-Regiments 68 der 32. Infanterie-Division. Am 15. Februar 1940 wurde er zum Kommandeur des Infanterie-Regiments 511 ernannt und am 20. Oktober 1940 zum Oberst befördert. An der Ostfront wurde Arndt am 23. Januar 1942 mit dem Ritterkreuz des Eisernen Kreuzes ausgezeichnet, übernahm dort am 10. Januar 1943 die Führung der 293. Infanterie-Division und wurde schließlich am 10. März 1943 zum Generalmajor befördert. Das Rangdienstalter wurde dabei auf den 1. April 1943 festgelegt. Mit diesem Datum wurde er auch zum Divisionskommandeur ernannt. Nach schweren Verlusten bei Uman wurde seine Division im November 1943 aufgelöst und die Reste in die 359. Infanterie-Division übernommen. Zwischenzeitlich hatte man ihn am 8. November 1943 zum Generalleutnant befördert. Als solcher wurde er dann am 20. November 1943 zum Kommandeur dieser Division ernannt. Am 2. Juli 1944 erhielt er das Deutsche Kreuz in Gold. Zusätzlich zu dieser Funktion war Arndt vom 17. Januar bis 24. April 1945 in Vertretung Führer des LIX. Armeekorps. Während dieser Zeit wurde Arndt am 1. Februar 1945 mit dem Eichenlaub zum Ritterkreuz des Eisernen Kreuzes (719. Verleihung) ausgezeichnet. In den letzten Kriegstagen wurde er dann am 25. April 1945 noch mit der Führung des XXXIX. Panzerkorps beauftragt und geriet schließlich mit der bedingungslosen Kapitulation der Wehrmacht am 8. Mai 1945 in US-amerikanische Kriegsgefangenschaft. Aus dieser wurde Arndt am 5. Juli 1947 entlassen.